# Estación Rosario de Lerma
Rosario de Lerma es una estación ferroviaria ubicada en la localidad homónima, provincia de Salta, Argentina.

## Historia
En febrero de 2021, se efectuaron las primeras pruebas para la extensión del servicio regional de pasajeros desde Salta y Güemes.
El 16 de abril de 2021, se postergó la llegada de la extensión del Servicio Regional Salta hasta Rosario de Lerma.
Desde el 9 de julio de 2021, ya se realizan los primeros viajes de la extensión del servicio regional Salta, siendo Rosario de Lerma una estación intermedia del mismo.

## Reconocimientos
En 2019 fue declarada Bien de interés industrial nacional.

## Servicios
Se encuentra actualmente con operaciones de pasajeros.
Sus vías corresponden al Ramal C14 del Ferrocarril General Belgrano por donde transitan formaciones de carga de la empresa estatal Trenes Argentinos Cargas.